# Independent Women (bài hát)
"Independent Women" là một bài hát của nhóm nhạc nữ nước Mỹ Destiny's Child nằm trong album nhạc phim của bộ phim năm 2000 Charlie's Angels, và sau đó còn xuất hiện trong album phòng thu thứ ba của họ, Survivor (2001). Ban đầu, phần hai của "Independent Women" thực tế là bản gốc của bài hát, trong khi phần 1 được biết đến với như là phiên bản Pasadena phối lại, nhưng sau đó nó đã được chọn làm đĩa đơn. Bài hát được phát hành vào ngày 4 tháng 9 năm 2000 như là đĩa đơn đầu tiên trích từ hai album bởi Columbia Records. "Independent Women" là một bản R&B và dance-pop được đồng viết lời và sản xuất bởi thành viên của nhóm Beyoncé Knowles với Cory Rooney cũng như hai thành viên thuộc đội sản xuất Trackmasters là Samuel Barnes và Jean-Claude Olivier. Đây cũng là bài hát đầu tiên có sự góp giọng của hai thành viên Farrah Franklin và Michelle Williams, mặc dù Franklin không còn là thành viên của nhóm khi video ca nhạc của nó được ghi hình.
Sau khi phát hành, "Independent Women" nhận được những phản ứng tích cực từ các nhà phê bình âm nhạc, trong đó họ đánh giá cao giai điệu bắt tai cũng như quá trình sản xuất của nó. Bài hát còn gặt hái một đề cử giải Grammy cho Bài hát xuất sắc nhất được viết cho phim điện ảnh, truyền hình hoặc phương tiện truyền thông khác tại lễ trao giải thường niên lần thứ 43 và chiến thắng một giải cho Đĩa đơn nhạc phim của năm tại giải thưởng âm nhạc Billboard năm 2001. "Independent Women" cũng đạt được những thành công vượt trội về mặt thương mại, đứng đầu các bảng xếp hạng ở New Zealand và Vương quốc Anh, và lọt vào top 10 ở hầu hết những quốc gia nó xuất hiện, bao gồm vươn đến top 5 ở nhiều thị trường lớn như Úc, Bỉ, Canada, Đan Mạch, Phần Lan, Ireland, Hà Lan, Na Uy, Tây Ban Nha và Thụy Sĩ. Tại Hoa Kỳ, bài hát đạt vị trí số một trên bảng xếp hạng Billboard Hot 100 trong mười một tuần liên tiếp, trở thành đĩa đơn quán quân thứ ba của Destiny's Child tại đây.
Video ca nhạc cho "Independent Women" được đạo diễn bởi Francis Lawrence, trong đó bao gồm những cảnh nhóm tham gia chương trình đào tạo của Charlie's Angels trong tương lai và ngồi trong một lớp học để xem lại những hình ảnh từ bộ phim. Nó đã nhận được hai đề cử tại giải Video âm nhạc của MTV năm 2001 ở hạng mục Bình chọn của khán giả và Video xuất sắc nhất từ một bộ phim, nhưng không thắng giải nào. Để quảng bá bài hát, Destiny's Child đã trình diễn bài hát trên nhiều chương trình truyền hình và lễ trao giải lớn, bao gồm CD:UK, The Rosie O'Donnell Show, Top of the Pops, giải thưởng âm nhạc Billboard năm 2001 và giải thưởng Âm nhạc Thế giới năm 2002. Được ghi nhận là một trong những bài hát trứ danh trong sự nghiệp của nhóm, "Independent Women" đã được hát lại và sử dụng làm nhạc mẫu bởi rất nhiều nghệ sĩ khác nhau, như Fifth Harmony và Missy Elliott, và xuất hiện trong tất cả những album tuyển tập của nhóm, bao gồm #1's (2005), Playlist: The Very Best of Destiny's Child (2012) và Love Songs (2013).

## Danh sách bài hát
Đĩa CD tại châu Âu (Part 1)
1. "Independent Women Part 1" (bản album) - 3:41
2. "Independent Women" (Victor Calderone Radio phối) - 4:24

Đĩa CD tại Anh quốc (Part 1)
1. "Independent Women Part 1" (bản album) - 3:41
2. "Independent Women Part 1" (Victor Calderone Club phối) - 9:36
3. "Independent Women Part 1" (Maurice's Radio phối) - 3:54

Đĩa CD tại Anh quốc (Part 2)
1. "Independent Women Part 2" - 3:45
2. "Say My Name" (Timbaland phối) - 5:01
3. "So Good" - 3:14

## Những người thực hiện
| - Giọng chính: Beyoncé Knowles và Kelly Rowland - Giọng bè: Kelly Rowland, Michelle Williams, Farrah Franklin - Phụ trách thanh nhạc: Beyoncé Knowles, Kelly Rowland | - Thu âm: Manelich Sotolongo tại Lobo Studios, Deer Park, New York - Thu âm lại: Troy Gonzalez, Ramon Morales tại TK Studios, Hawaii - Hòa âm: Rich Travali - Chịu trách nhiệm: Tom Coyne |

## Xếp hạng
| Bảng xếp hạng (2000-01)                  | Vị trí cao nhất |
| ---------------------------------------- | --------------- |
| Úc (ARIA)                                | 3               |
| Áo (Ö3 Austria Top 40)                   | 22              |
| Bỉ (Ultratop 50 Flanders)                | 3               |
| Bỉ (Ultratop 50 Wallonia)                | 4               |
| Brazil (ABPD)                            | 1               |
| Canada (Nielsen SoundScan)               | 3               |
| Đan Mạch (Tracklisten)                   | 3               |
| Châu Âu (European Hot 100 Singles)       | 1               |
| Phần Lan (Suomen virallinen lista)       | 5               |
| Pháp (SNEP)                              | 19              |
| Đức (Official German Charts)             | 10              |
| Ireland (IRMA)                           | 2               |
| Ý (FIMI)                                 | 17              |
| Hà Lan (Dutch Top 40)                    | 2               |
| Hà Lan (Single Top 100)                  | 2               |
| New Zealand (Recorded Music NZ)          | 1               |
| Na Uy (VG-lista)                         | 2               |
| Scotland (OCC)                           | 3               |
| Tây Ban Nha (PROMUSICAE)                 | 5               |
| Thụy Điển (Sverigetopplistan)            | 6               |
| Thụy Sĩ (Schweizer Hitparade)            | 2               |
| Anh Quốc (OCC)                           | 1               |
| Anh Quốc R&B (OCC)                       | 1               |
| Hoa Kỳ Billboard Hot 100                 | 1               |
| Hoa Kỳ Dance Club Songs (Billboard)      | 1               |
| Hoa Kỳ Hot R&B/Hip-Hop Songs (Billboard) | 1               |
| Hoa Kỳ Pop Airplay (Billboard)           | 1               |
| Hoa Kỳ Rhythmic (Billboard)              | 1               |

| Bảng xếp hạng (2000)                  | Vị trí |
| ------------------------------------- | ------ |
| Australia (ARIA)                      | 58     |
| Belgium (Ultratop 50 Wallonia)        | 79     |
| Finland (Suomen virallinen lista)     | 40     |
| France (SNEP)                         | 99     |
| Netherlands (Dutch Top 40)            | 69     |
| Netherlands (Single Top 100)          | 34     |
| Norway Autumn Period (VG-lista)       | 5      |
| Sweden (Sverigetopplistan)            | 59     |
| UK Singles (Official Charts Company)  | 25     |
| US Billboard Hot 100                  | 97     |
| US Hot R&B/Hip-Hop Songs (Billboard)  | 81     |
| US Hot Soundtrack Singles (Billboard) | 8      |
| Bảng xếp hạng (2001)                  | Vị trí |
| Australia (ARIA)                      | 57     |
| Belgium (Ultratop 50 Wallonia)        | 87     |
| Europe (European Hot 100 Singles)     | 22     |
| Finland (Suomen virallinen lista)     | 55     |
| Italy (FIMI)                          | 50     |
| Netherlands (Dutch Top 40)            | 91     |
| Netherlands (Single Top 100)          | 90     |
| Switzerland (Schweizer Hitparade)     | 30     |
| UK Singles (Official Charts Company)  | 184    |
| US Billboard Hot 100                  | 10     |
| US Hot R&B/Hip-Hop Songs (Billboard)  | 43     |
| US Hot Soundtrack Singles (Billboard) | 1      |

| Bảng xếp hạng (2000-09)      | Vị trí |
| ---------------------------- | ------ |
| Netherlands (Single Top 100) | 93     |
| US Billboard Hot 100         | 18     |

## Chứng nhận
| Quốc gia                                                                           | Chứng nhận  | Số đơn vị/doanh số chứng nhận |
| ---------------------------------------------------------------------------------- | ----------- | ----------------------------- |
| Úc (ARIA)                                                                          | 2× Bạch kim | 140.000^                      |
| Bỉ (BEA)                                                                           | Vàng        | 50,000*                       |
| Đan Mạch (IFPI Đan Mạch)                                                           | Vàng        | 4.000^                        |
| Pháp (SNEP)                                                                        | Bạc         | 125.000*                      |
| Thụy Điển (GLF)                                                                    | Bạch kim    | 30.000^                       |
| New Zealand (RMNZ)                                                                 | Vàng        | 5.000*                        |
| Thụy Sĩ (IFPI)                                                                     | Vàng        | 20.000^                       |
| Anh Quốc (BPI)                                                                     | Bạch kim    | 600.000‡                      |
| * Chứng nhận dựa theo doanh số tiêu thụ. ^ Chứng nhận dựa theo doanh số nhập hàng. |             |                               |